# Torge Paetow
Torge Paetow (Heide, 14 augustus 1995) is een Duitse voetballer die doorgaans als centrale verdediger speelt. In 2016 maakte hij bij VfR Aalen zijn debuut in het betaalde voetbal. In juli 2024 maakte hij de overstap van SC Verl naar Preußen Münster.

## Clubloopbaan

### Jeugd
Paetow begon op jeugdige leeftijd te voetballen bij TSV Garding om via TSV Hattstedt en FC Angeln in de jeugdacademie van Holstein Kiel terecht te komen. Hij kwam daar in de onder-17 terecht waarbij hij op 14 augustus 2011 zijn debuut maakte in deze leeftijdscategorie tijdens de uitwedstrijd tegen VfL Wolfsburg. Een jaar later stroomde hij door naar de onder-19 waarbij hij op 11 augustus 2012 zijn eerste speelminuten maakte in de met 2-2 gelijkgespeelde uitwedstrijd tegen Hamburger SV. Hij luisterde zijn debuut op met een doelpunt. In zijn tweede seizoen (2013/14) bij de A-junioren droeg hij drie keer de aanvoerdersband. Dit was eveneens zijn laatste seizoen bij de jeugd en maakte hij in 2014 de overstap naar ETSV Weiche.

### Holstein Kiel
In het seizoen 2013/14 speelde Paetow als A-junior zijn eerste wedstrijd bij de senioren. In het tweede elftal van Kiel viel hij op 7 augustus 2013 in de 65e minuut tijdens de thuiswedstrijd tegen Union Neumünster in.

### ETSV Weiche
Op 12 juli 2014 maakte hij als linkervleugelverdediger tijdens de achtste finale van de Schleswig-Holstein-Pokal tijdens de uitwedstrijd tegen de amateurs van TSV Schilksee zijn debuut bij ploeg uit Flensburg. Trainer Daniel Jurgeleit liet hem in het met 0-3 gewonnen duel in de basis starten. Een paar weken later maakte hij op 24 augustus zijn competitiedebuut in de Regionalliga Nord tijdens de met 0-1 verloren thuiswedstrijd tegen SV Meppen. Hij startte in de basis en verdween tot het einde van het seizoen (2014/15) niet meer uit de ploeg. In zijn tweede seizoen (2015/16) stond hij 30 keer aan de aftrap waarbij hij op 12 september zijn eerste doelpunt voor de club uit de Duitse deelstaat Sleeswijk-Holstein. In het met 1-2 gewonnen uitduel tegen het tweede elftal van Hannover 96 bracht hij zijn ploeg in de 14e minuut op een 0-1 voorsprong. In de competitie werd een derde plaats gehaald. Daarnaast werd de finale van de Schleswig-Holstein-Pokal gehaald waarin met 2-1 werd verloren van VfB Lübeck. Paetow speelde de hele wedstrijd mee. Dit was direct zijn laatste wedstrijd omdat hij de overstap maakte naar het betaald voetbal en voor zijn kansen ging bij VfR Aalen.

### VfR Aalen
Op 14 augustus 2016 maakte hij zijn debuut in het betaalde voetbal tijdens een thuiswedstrijd in de 3. Liga tegen Chemnitzer FC. In het met 2-2 gelijkgespeelde duel bracht trainer Peter Vollmann hem in de 86e minuut in de ploeg voor Thomas Geyer. Een groot succes werd zijn verblijf in de stad Aalen niet. Hij wist zich geen basisplaats te veroveren en hij kwam maar 120 minuten in de competitie in actie. Hij besloot daarop de club te verlaten en terug te keren naar Flensburg.

### SC Weiche 08
Paetow keerde terug bij de club waar hij zijn loopbaan was begonnen. De naam van de club was ondertussen veranderd in SC Weiche 08. Hij startte zijn comeback op 15 juli 2017 in de achtste finale van de Schleswig-Holstein-Pokal tegen de amateurs van SV Eichede. Trainer Jurgeleit liet hem in het met strafschoppen gewonnen uitduel in de basis starten. Uiteindelijk werd de finale bereikt waarin hij ontbrak, maar welke met een 3-0 overwinning op Husumer SV werd gewonnen. Op 29 juli volgde zijn terugkeer in de Regionalliga Nord tijdens de thuiswedstrijd tegen het tweede van FC St. Pauli. De rest van het seizoen was hij niet meer weg te denken uit het elftal en kwam hij tot 29 basisplaatsen. In zijn eerste seizoen (2017/18) werd hij met Weiche kampioen doordat hij geblesseerd raakte, moest hij de play-off wedstrijden tegen Energie Cottbus aan zich voorbij laten gaan. De voormalige Oost-Duitse club was over twee wedstrijden te sterk waardoor er geen promotie naar de 3. Liga volgde.
In het seizoen 2018/19 was hij met 32 basisplaatsen wederom een vaste waarde in de ploeg van trainer Jurgeleit. In de 18e competitieronde op 10 november droeg hij vanwege de afwezigheid van Christian Jürgensen in de wedstrijd tegen het tweede elftal van SSV Jeddeloh voor de eerste keer de aanvoerdersband. In de competitie werd een vierde plaats bereikt, maar in de eerste ronde van DFB-Pokal zorgde Paetow met SC Weiche 08 voor een verrassing door het in de Bundesliga spelende VfL Bochum uit te schakelen. In de tweede ronde was Werder Bremen een maatje te groot. Er werd thuis met 1-5 verloren. Wederom bereikte Paetow met zijn ploeg de finale van de Schleswig-Holstein Pokal. Hij was dit keer wel van de partij, maar wist de beker door een 1-0 nederlaag tegen VfB Lübeck niet te winnen.
Het derde seizoen (2019/20) na Paetow zijn comeback werd vroegtijdig afgebroken vanwege de maatregelen tegen COVID-19. Paetow had tot dat moment maar een competitiewedstrijd wegens een schorsing gemist en hij stond met Weiche op dat moment op de derde plaats. In het seizoen 2020/21 kwam er met Thomas Seeliger een nieuwe trainer waarmee zijn status niet veranderde. Hij bleef vaste basisspeler, maar werd wel bij de start van het seizoen de vaste aanvoerder. Dit was echter van korte duur omdat de competitie in november voor de tweede keer vanwege de coronapandemie werd stilgelegd. Wel won hij voor de tweede keer de Schleswig-Holstein Pokal gewonnen. Na 120 minuten spelen werd met 2-1 gewonnen van Phönix Lübeck waarna Paetow als aanvoerder de beker omhoog mocht houden. In zijn laatste seizoen (2021/22) stond hij 28 keer in de basis en werd door Weiche een tweede plaats in de play-off gehaald. Aan het einde van het seizoen werd bekend dat Paetow de overstap maakte naar het in de 3. Liga spelende SC Verl.

### SC Verl
In mei 2022 vervolgde Paetow zijn loopbaan bij de club uit de gemeente Verl. Twee maanden later maakte hij op 23 juli onder trainer Mitch Kniat zijn basisdebuut tijdens uitwedstrijd tegen 1. FC Saarbrücken. Kort raakte hij tijdens de training geblesseerd waardoor hij de gehele maand augustus niet in actie kwam. Op 3 september maakte hij zijn comeback tijdens de uitwedstrijd tegen Hallescher FC. Hij kwam in de 55e minuut in de ploeg voor Michel Stöcker. Op 25 maart maakte hij in de thuiswedstrijd tegen SV Elversberg zijn eerste doelpunt in het witte shirt van SC Verl. In het met 1-2 verloren duel bracht hij in de 73e minuut zijn ploeg op gelijke hoogte, waarna Thore Jacobsen het duel door middel van een strafschop besliste. Met 30 basisplaats was hij het gehele seizoen 2022/23 van groot belang voor de club uit de deelstaat Noordrijn-Westfalen. Deze lijn trok hij met 36 basisplaatsen door in zijn tweede seizoen (2023/24) waarbij hij vanaf 21e competitieronde door de nieuwe trainer Alexander Ende tot vaste aanvoerder werd gemaakt. Ondanks een doorlopend contract verliet hij aan het einde van het seizoen de op de 12e plaats geëindigde club en maakte hij de overstap naar Preußen Münster.

### Preußen Münster
In de zomer van 2024 tekende Paetow een contract met onbekende looptijd bij de net naar de 2. Bundesliga gepromoveerde club. Op 27 augustus laat trainer Sascha Hildmann hem tijdens de 1e ronde van de DFB-Pokal tegen VfB Stuttgart zijn basisdebuut maken. Een week later gevolgd door zijn eerste competitieoptreden in de uitwedstrijd tegen Hamburger SV. In het Volksparkstadion maakte hij in het met 4-1 verloren duel uit een hoekschop van Marc Lorenz in de 58e via een kopbal de 3-1. In de 9e competitieronde op 19 oktober verdween hij uit het basiselftal en moest hij op de bank plaats nemen. Kort voor de winterstop op 13 december was er tijdens de uitwedstrijd tegen Hertha BSC  weer een basisplaats voor hem in geruimd. In het met 1-2 gewonnen duel speelde hij een belangrijke rol door in de 87 minuut de winnende treffer te maken. Paetow ging met Münster vlak boven de degradatiestreep in de winterstop in.

## Clubstatistieken
| Seizoen                        | Club            | Competitie        | Competitie | Competitie | Beker | Beker | Internationaal | Internationaal | Overig | Overig | Totaal | Totaal |
| Seizoen                        | Club            | Competitie        | Wed.       | Dlp.       | Wed.  | Dlp.  | Wed.           | Dlp.           | Wed.   | Dlp.   | Wed.   | Dlp.   |
| ------------------------------ | --------------- | ----------------- | ---------- | ---------- | ----- | ----- | -------------- | -------------- | ------ | ------ | ------ | ------ |
| 2014/15                        | ETSV Weiche     | Regionalliga Nord | 28         | 0          | 2     | 0     | –              | –              | –      | –      | 30     | 0      |
| 2015/16                        | ETSV Weiche     | Regionalliga Nord | 13         | 0          | –     | –     | –              | –              | –      | –      | 13     | 0      |
| 2016/17                        | VfR Aalen       | 3. Liga           | 9          | 0          | 2     | 2     | –              | –              | –      | –      | 11     | 2      |
| 2017/18                        | SC Weiche 08    | Regionalliga Nord | 29         | 3          | 3     | 1     | –              | –              | –      | –      | 32     | 4      |
| 2018/19                        | SC Weiche 08    | Regionalliga Nord | 33         | 1          | 3     | 0     | –              | –              | 2      | 0      | 38     | 1      |
| 2019/20                        | SC Weiche 08    | Regionalliga Nord | 22         | 5          | 2     | 0     | –              | –              | –      | –      | 24     | 5      |
| 2020/21                        | SC Weiche 08    | Regionalliga Nord | 9          | 3          | 3     | 1     | –              | –              | –      | –      | 12     | 4      |
| 2021/22                        | SC Weiche 08    | Regionalliga Nord | 29         | 2          | 2     | 1     | –              | –              | 1      | 0      | 32     | 3      |
| 2022/23                        | SC Verl         | 3. Liga           | 32         | 2          | –     | –     | –              | –              | –      | –      | 32     | 2      |
| 2023/24                        | SC Verl         | 3. Liga           | 36         | 2          | 3     | 0     | –              | –              | –      | –      | 39     | 2      |
| 2024/25                        | Preußen Münster | 2. Bundesliga     | 9          | 3          | 1     | 0     | –              | –              | –      | –      | 10     | 3      |
| Carrière totaal                | Carrière totaal | Carrière totaal   | 249        | 21         | 21    | 5     | –              | –              | 3      | 0      | 273    | 26     |
| Bijgewerkt tot 1 februari 2025 |                 |                   |            |            |       |       |                |                |        |        |        |        |

- In de seizoenen 2018/19 & 2021/22 kwam Paetow met SC Weiche 08 uit in de DFB-Pokal.

## Persoonlijk
Paetow staat bekend om zijn verre inworpen.

## Erelijst
Individueel:
| Competitie                       |             |             |             |             |
| Competitie                       | Aantal      | Jaren       |             |             |
| ETSV Weiche                      | ETSV Weiche | ETSV Weiche | ETSV Weiche | ETSV Weiche |
| -------------------------------- | ----------- | ----------- | ----------- | ----------- |
| Winnaar Schleswig-Holstein-Pokal | 1x          | 2017/18     |             |             |
| SC Weiche 08                     |             |             |             |             |
| Winnaar Schleswig-Holstein-Pokal | 1x          | 2020/21     |             |             |